# Meron
Pour les articles homonymes, voir Meron (homonymie).
Meron est un moshav situé en Haute Galilée, dans le nord d'Israël. Il est particulièrement connu pour abriter les tombes de Rabbi Shimon bar Yohaï et de son fils, Rabbi Eléazar bar Rabbi Shimon, lieu d'un pèlerinage important à Lag Ba'omer. À cette occasion on porte en procession un très ancien rouleau de Torah, datant de l'expulsion d'Espagne, qui se trouve dans la synagogue d'Abouhav à Safed. C'est également le moment de pratiquer l'Upsherin, la première coupe de cheveux des garçons de 3 ans. Le soir, des centaines de feux sont allumés.
C'est le deuxième lieu saint du judaïsme quant à la fréquentation, juste après le Mur des Lamentations.
Le Har Meron (mont Meron) se dresse non loin.
On y trouve également les vestiges d'une ancienne synagogue du IIIe siècle qui a subi plusieurs tremblements de terre, ainsi que les tombes de Hillel Hazaken et de Shammaï. Près de cette dernière, au sommet d'une colline, se dresse un gros rocher appelé le "trône du Messie". Les anciens juifs croyaient que c'est à cet endroit que le Messie apparaîtrait.

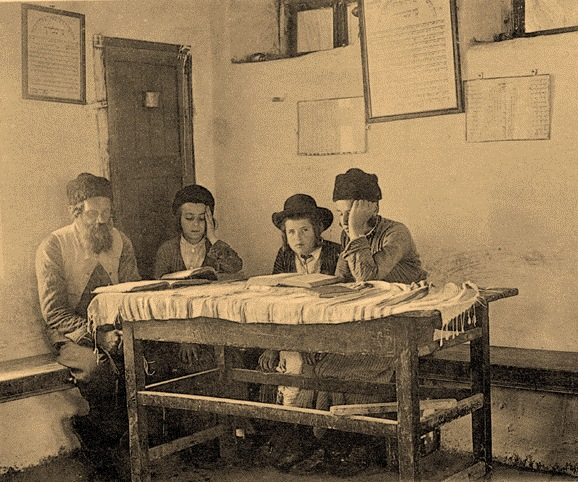
le Heder, à Meron, 1912
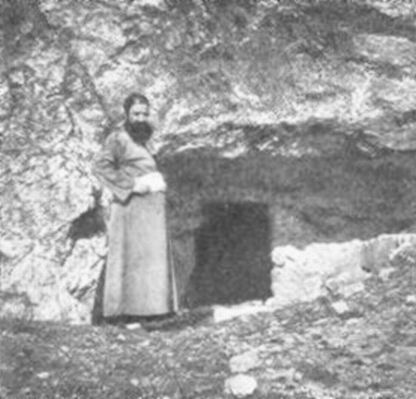
la tombe de Hillel
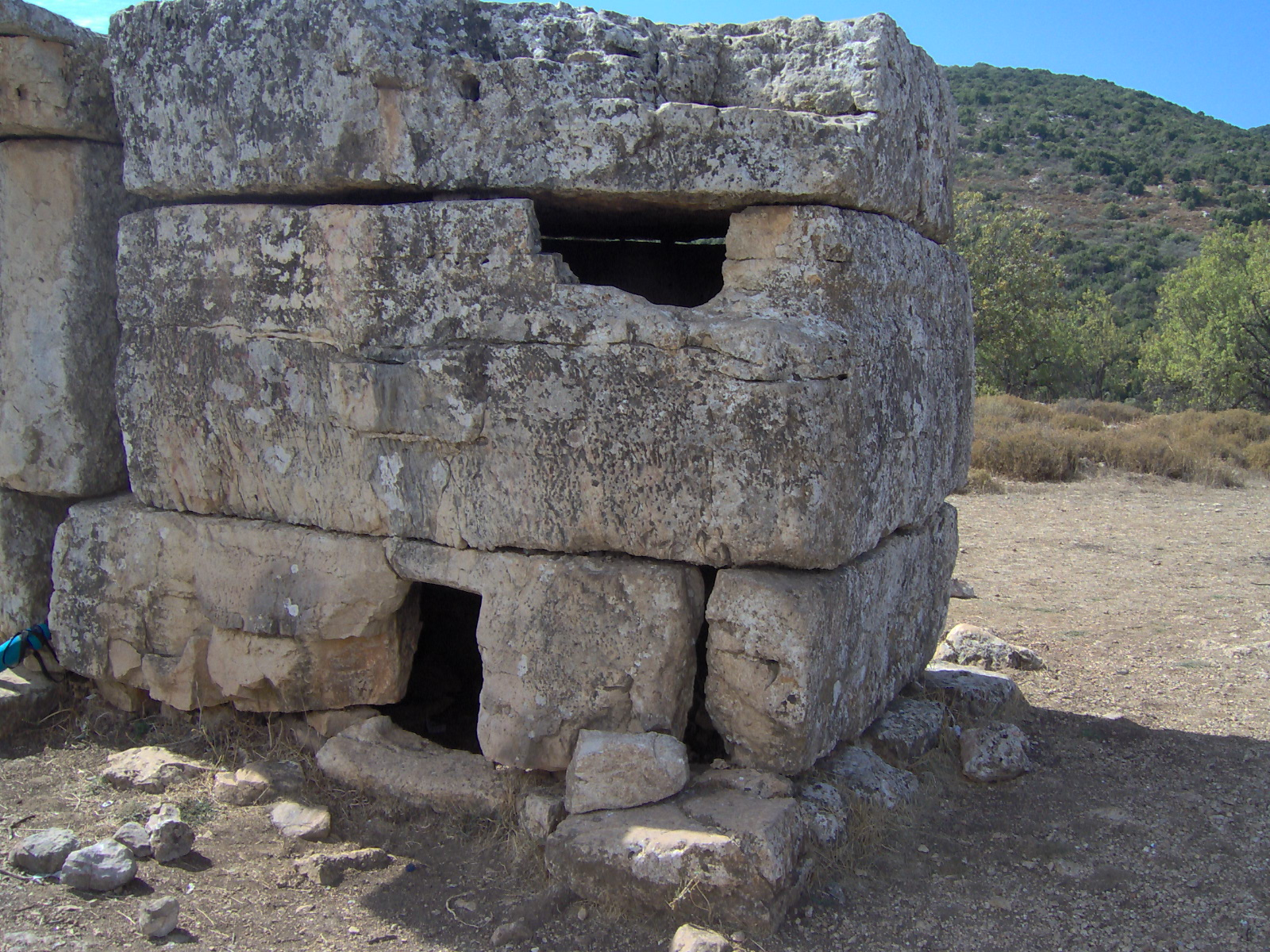
la tombe de Rabbi Shammai, à Khirbat Shema
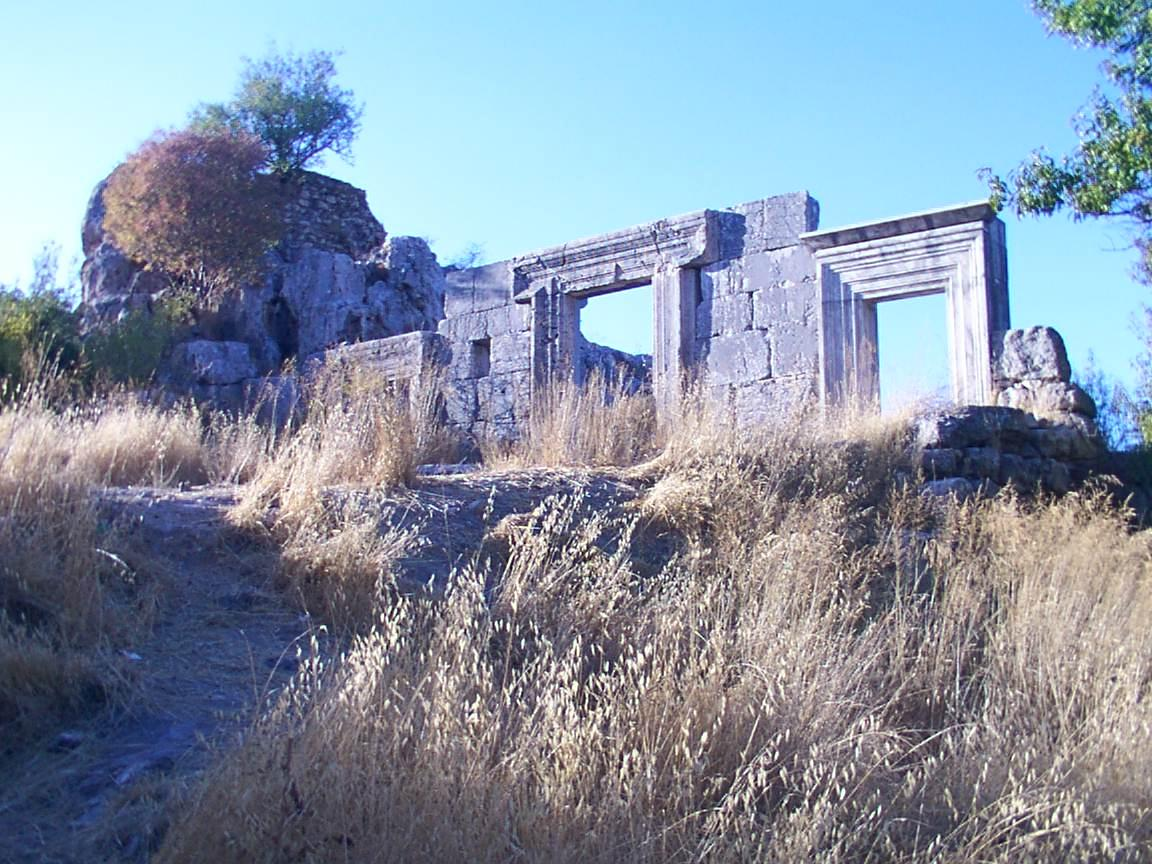
vestiges d'une antique synagogue
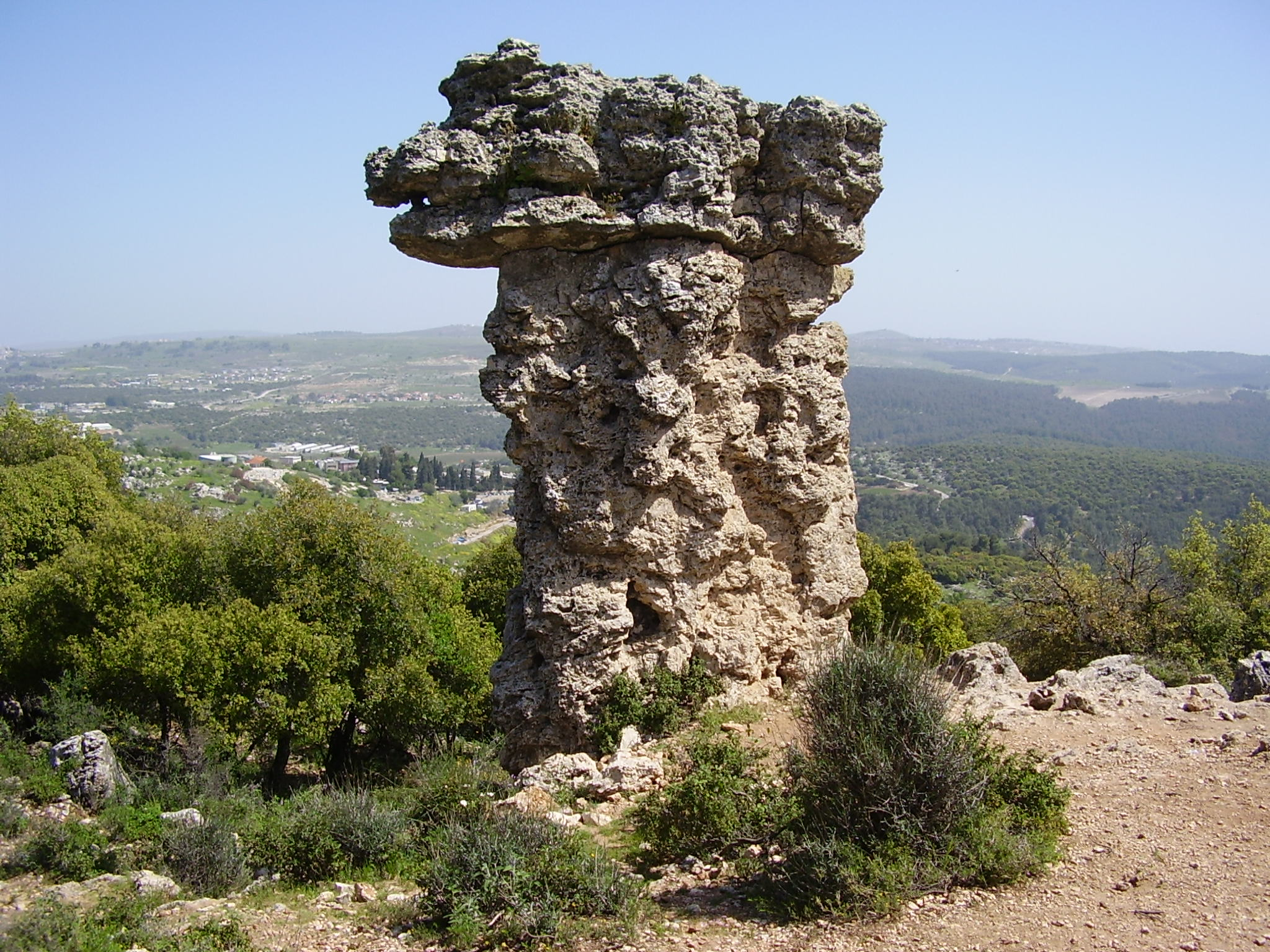
le trône du Messie